# Farce of the Penguins
Farce of the Penguins is een Amerikaanse filmkomedie uit 2006 onder regie van Bob Saget. De productie is een mockumentary over het vermeende wilde en ranzige leven van pinguïns. Farce of the Penguins is een parodie op de documentairefilm March of the Penguins uit 2005. Hoewel de poster lijkt te wijzen op een animatiefilm, is dit niet het geval.

## Rolverdeling
- Samuel L. Jackson - voice-over
- James Belushi - stem 'They're All Bitches'-pinguïn
- Whoopi Goldberg - stem Helen
- Christina Applegate - stem Melissa
- Jason Biggs - stem onzekere pinguïn
- Bob Saget - stem Carl
- John Stamos - stem 'What's Global Warming'-pinguïn
- Tracy Morgan - stem Marcus
- Jason Alexander - stem Penguin on Belly
- Lewis Black - stem Jimmy
- Norm MacDonald - stem Join Twosomes-pinguïn
- Dane Cook - stem online pinguïn
- Adam Duritz - stem gevoelige pinguïn
- Mo'Nique - stem Vicky
- Carlos Mencia - stem Juan Sanchez
- Jamie Kennedy - stem Jamie
- Dave Coulier - stem ' There's No Snow'-pinguïn
- Vanessa Lee Evigan - stem Hilton-pinguïn
- Harvey Fierstein - stem Sheila
- Alyson Hannigan - stem Hottie-pinguïn
- Jon Lovitz - stem ' My Eyes Are Up Here'-pinguïn
- Brie Larson - stem ' I Need a Z-Pack'-pinguïn
- Norm Crosby - stem Carls Opa
- Gilbert Gottfried - stem ' Freezing Nuts'-pinguïn
- Mario Cantone - stem Sidney
- Drea de Matteo - stem Ester
- David Koechner - stem Melvin
- Lori Loughlin - stem Melvin-Smacking-pinguïn
- Jeffrey Ross - stem Funny-Looking Bastard
- Jodie Sweetin - stem 'He's So Gross'-pinguïn Penguin
- Damon Wayans - stem 'Hey, That's My Ass!'-pinguïn

## Trivia
- Regisseur Saget was een van de hoofdrolspelers in Full House. In Farce of the Penguins zijn naast die van hemzelf ook de stemmen van vier van zijn collega's uit die serie te horen, namelijk John Stamos, Dave Coulier, Lori Loughlin en Jodie Sweetin.